# Eduardo García (Fußballspieler, 1945)
Eduardo García (* 8. März 1945 in Colonia, Uruguay; † 26. Februar 2016 in Guayaquil, Ecuador) war ein uruguayisch-ecuadorianischer Fußballspieler und -trainer.

## Spielerkarriere

### Verein
Torhüter Ñato García stand bereits seit 1962 in Reihen Peñarols und gehörte mindestens in den Jahren 1964 bis 1966 dem Kader in der Primera División an. Dort war er jedoch nur Reservetorwart und als im März 1965 der seinerzeitige Stammtorwart Luis Maidana aufgrund eines disziplinarischen Vergehens von Trainer Roque Máspoli aus der Mannschaft geworfen wurde, entschied letztgenannter sich zunächst für Garcías Mitkonkurrenten Ladislao Mazurkiewicz als neuen Torhüter. García äußerte dazu 1991 in einem Interview, dass dabei seine in diesem Moment der Karriere zugezogene Meniskusverletzung eine Rolle spielte. Garcías Vereinszugehörigkeit wird bis 1967 datiert. Mit den Aurinegros gewann er in jenen Jahren 1962, 1964 und 1965 die uruguayische Meisterschaft. 1966 triumphierte er mit Peñarol in der Copa Libertadores und im Weltpokal. Nach seiner Genesung von der Knieverletzung wurde er zur Erlangung von Spielpraxis zunächst 1967 für drei Monate für den Copa-Libertadores-Wettbewerb an Emelec ausgeliehen, blieb jedoch letztlich darüber hinaus. und spielte sodann ebenfalls in den Jahren 1968 bis 1969 für den Klub aus Ecuador. Anschließend kehrte er nach Uruguay zurück und schloss sich dem Peñarol-Erzrivalen Nacional an. Die Bolsos waren in diesen beiden Jahren ebenfalls äußerst erfolgreich, so dass García zwei weitere Landesmeistertitel verbuchen konnte. Die beiden internationalen Titel, die Nacional in jenem Jahr mit der Copa Libertadores und dem Weltpokal gewann und bei denen Manga das Tor der Bolsos hütete, werden García allerdings nicht explizit zugeschrieben. Von 1972 bis 1979 war er abermals für Emelec aktiv. Dort wurde er 1972 und 1979 jeweils Ecuadorianischer Meister, wobei er 1979 auch als Trainer des Teams geführt wird.

### Nationalmannschaft
García nahm mit Uruguays Auswahl als Stammtorhüter und Mannschaftskapitän an der Junioren-Fußball-Südamerikameisterschaft 1964 in Kolumbien teil, bei der diese den Titel gewann. Im Verlaufe des Turniers wurde er von Trainer Juan Carlos Ranzone, der García dem ebenfalls im Kader befindlichen Mazurkiewicz vorzog, sechsmal eingesetzt.
Nachdem er in Ecuador eingebürgert wurde, absolvierte er 1978 im Vorfeld der Fußball-Weltmeisterschaft vier Länderspiele für die Nationalmannschaft des Andenstaates.

## Trainertätigkeit
1979 wirkte er auch als Trainer des ecuadorianischen Vereins Emelec.

## Erfolge
- Weltpokal: 1966
- Copa Libertadores: 1966
- 5× Uruguayischer Meister: 1962, 1964, 1965, 1970, 1971
- 2× Ecuadorianischer Meister: 1972, 1979

## Nach der aktiven Karriere
García ließ sich nach der aktiven Karriere in Guayaquil nieder und eröffnete ein Grill-Restaurant mit dem Namen La Parrilla del Ñato, das insbesondere in den 1980er Jahren Bekanntheit erlangte und zum offiziellen Restaurant seines ehemaligen Klubs Emelec wurde. Bei Emelec übernahm er nach seiner Beschäftigung als Spieler und Trainer auch Führungsaufgaben im Verein. Er starb 70-jährig in seiner Wahlheimat an einem Herzinfarkt.